# VyOS
VyOS é um sistema operacional de rede de código aberto baseado no Debian GNU/Linux. Ele fornece uma plataforma de roteamento gratuita que concorre diretamente com outras soluções comercialmente disponíveis de provedores de rede como Cisco e Mikrotik. Como o VyOS é executado nos sistemas padrão amd64, i586 e ARM, ele pode ser usado como uma plataforma de roteador e firewall para implantações em nuvem.

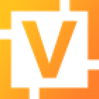
Logomarca